# Андријана Оливерић
Андријана Оливерић (Београд, 6. фебруар 1983) српска је телевизијска, позоришна, гласовна глумица и ТВ водитељка.

## Биографија
Андријана Оливерић је рођена 6. фебруара 1983. године у Београду као Андријана Тасић. Глуму је дипломирала 2008. године на Факултету драмских уметности у Београду. Игра у позоришту „Бошко Буха”. Најпознатија је по бројним улогама у синхронизацијама цртаних и играних филмова и серија. Радила је за студије Мириус, Лаудворкс, Студио, Призор, Вочаут, Ливада Београд, Моби и Синкер медија као и за Басивити и Тик Так Аудио. Године 2011. добила је главну годишњу награду „Гита Предић Нушић” позоришта „Бошко Буха”.

## Филмографија
| Год.       | Назив                                              | Улога           |
| ---------- | -------------------------------------------------- | --------------- |
| 2007.      | Премијер                                           | Ружа            |
| 2009.      | Паре или живот                                     | Дијана          |
| 2009.      | Оно као љубав                                      | Јелена          |
| 2010.      | Плави воз                                          | Јелена          |
| 2010.      | Мотел Нана                                         | Певачица        |
| 2010.      | Мртав човек не штуца                               | Сека            |
| 2011.      | Бела лађа                                          | Средојева ћерка |
| 2011.      | Практични водич кроз Београд са певањем и плакањем |                 |
| 2014.      | Иза кулиса                                         | Попи Тејлор     |
| 2014.      | Отворена врата                                     | Мала Гоца       |
| 2016.      | Рана моје мајке                                    | Гост журке      |
| 2016.      | Слепи путник на броду лудака                       | Бошњаковићка    |
| 2017.      | Комшије                                            | Ранка           |
| 2022.      | Тајне винове лозе                                  | Маша Ребић      |
| 2022.      | Ала је леп овај свет                               | Милена          |
| 2022–2023. | Шетња са лавом                                     | Милена          |
| 2023.      | Лако је Ралету                                     | Јелена          |
| 2024.      | Зборница                                           | Цеца            |
| 2025.      | Радио Милева                                       | Јуца            |
| 2025.      | Камионџије д.о.о.                                  | терапеуткиња    |

## Улоге у синхронизацијама
| \| Година \| Наслов \| Улога \| \| ---------- \| -------------------------------------------------------------------- \| ----------------------------------------------------------------------------------------------------- \| \| 2008. \| Дот и зека (Мириус) \| Дот \| \| 2008-2010. \| Код Лиоко \| Јуми Ишијама \| \| 2008-2014. \| Наруто \| Хината Хјуга (епизода 3), Сакура Харуно, Куренаи Јухи \| \| 2008. \| Свемирски тркачи \| Китани \| \| 2008-2014. \| Супершпијунке (сезоне 1-5) \| Кловер \| \| 2009. \| Артур и Малтазарова освета \| Реприза \| \| 2009. \| Еленин свет \| Елен \| \| 2009. \| Ким Опаснић \| Ким Опаснић, Руфус \| \| 2009. \| Покахонтас (Лаудворкс) \| Покахонтас \| \| 2009. \| Херкул \| Калиопи, Лахеса \| \| 2009. \| Мулан \| Мулан \| \| 2009. \| Мулан 2 \| Мулан \| \| 2009. \| Бакуган \| Рабида \| \| 2010. \| Артур 3: Рат два света \| \| \| 2010. \| Диносаурус \| Нера \| \| 2010. \| Луптиду (Лаудворкс) \| Петунија \| \| 2010. \| Пинки и Перки шоу \| разни ликови \| \| 2010. \| Покемон хероји: Латиос и Латиас \| Бјанка \| \| 2010. \| Прича о играчкама (званична синх.) \| Госпођа Дејвис \| \| 2010. \| Прича о играчкама 2 \| Госпођа Дејвис, Барбика туристички водич, Барби у ранцу \| \| 2010. \| Прича о играчкама 3 \| Барби, Трикси \| \| 2010-2011. \| Сирене \| Рина Тоин, Фуку ћан, Лејди Бет, мале Лануе (дијалози) \| \| 2010. \| Храбра дружина и код Марка Пола \| \| \| 2010. \| Фића и Феђа \| Фића \| \| 2011-2014. \| Ајронмен: Оклопне пустоловине \| Витни Стејн / Мадам Маск, Наташа Романоф / Црна Удовица \| \| 2011. \| Беново и Холино мало краљевство \| Луси, Лусина мама (неке епизоде) \| \| 2011. \| Досије пиленце \| Еби Паткић, Филмска Еби \| \| 2011. \| Змајева Кугла З (Лаудворкс) \| Гохан, Чичи \| \| 2011. \| Јагодица Бобица: Бобичанствене пустоловине \| Малиница \| \| 2011. \| Мој пријатељ џин \| Нина \| \| 2011. \| Поп Пикси \| Чата \| \| 2011. \| Фрифоникси \| Маја \| \| 2011-2016. \| Џеронимо Стилтон (сезоне 2-3) \| Теа Стилтон \| \| 2011. \| Џони Тест \| Мара Тест, мама Тест \| \| 2011. \| Шеги и Скуби Ду лудују \| Дафне Блејк \| \| 2011. \| Мој мали пони: Чаробно другарство (демо ДВД синх.) \| Пинки Пај, Флатершај, уводна шпица \| \| 2012-2013. \| Бејблејд: Метал сага \| Ју Тендо \| \| 2012. \| Аутомобили \| Мини, Госпођа Краљ, Мија \| \| 2012. \| Дивљина \| мали Самсон \| \| 2012. \| Биби Блоксберг (С3) \| Флопи, Зета \| \| 2012. \| Вулверин и Икс-мен \| Џин Греј \| \| 2012. \| Касперова школа страха \| Лутка, Триклопс \| \| 2012. \| Клуб истеривача монструма \| Венди, Јоца, Директорка Радић \| \| 2012. \| Краљ диносауруса (Лаудворкс) \| Урсула, Рис \| \| 2012. \| Мали детективи \| Рико Микогами, Фуко Тадано \| \| 2012. \| Поручник жабац \| Тамама, Аки Хината \| \| 2012. \| Са Бо у авантуру (Лаудворкс) \| Бо \| \| 2012. \| Скуби Ду: Друштво за демистеризацију \| Дафне Блејк \| \| 2013. \| Барби - тајна морске дубине 2 \| Ерис, Амбасадорка Мирабела \| \| 2013-2018. \| Биби и Тина (сезоне 2-5, Студио) \| Тина, Госпођа Мартин \| \| 2013. \| Бидаман: Унакрсна ватра \| Симон Сумија, Госпођа Ругасаки, Госпођица Јамаширо \| \| 2013. \| Залеђено краљевство \| Ана (дијалози) \| \| 2013. \| Звончица и велико вилинско спасавање \| Флан, Лизи Грифис \| \| 2013. \| Мар \| Пано Родокин, Аква \| \| 2013. \| Пепа Прасе (сезоне 3-4, Лаудворкс) \| Фреди Лисац, Венди Вук, Мама Слон \| \| 2013. \| Погађајте са Џесом (Студио) \| Мими \| \| 2013. \| Принцезе \| Сеи \| \| 2013. \| Сид - дете научник \| Меј \| \| 2013. \| Тара Данкан \| Ливија \| \| 2013. \| У ритму срца \| Аки Шоко \| \| 2014. \| Барби и тајна врата \| Роми, Принцеза Малуша, Краљица Адријана \| \| 2014. \| Јастучићи \| Врцка \| \| 2014-2015. \| Како да дресирате свог змаја (ТВ серија) \| Хедер \| \| 2014. \| Кошница \| Бака, Дуца, Ката, Зу \| \| 2014. \| Лалалупси \| Малена Пип \| \| 2014-2015. \| Мајк витез \| Еби итд. \| \| 2014. \| Мајк витез и путовање на планину змајева \| Еби итд. \| \| 2014. \| Мали Вук \| Учитељица Гоца \| \| 2014. \| Мој мали пони: Девојке из Еквестрије — Рејнбоу Рок (Студио) \| Сансет Шимер \| \| 2014. \| Погађајте са Чађом (Лаудворкс) \| Миша \| \| 2014. \| Породица свемирских паса \| Белка (неке епизоде) \| \| 2014. \| Разиграна Мими (Студио) \| Мими Мортин, Госпођа Гриндстоун \| \| 2015. \| Алвин и веверице: Велика авантура \| Саманта \| \| 2015. \| Барби: Бисерна принцеза \| Куда \| \| 2015. \| Барби и њене сестре у великој авантури са куцама \| Кристи \| \| 2015. \| Барби: Моћ принцезе \| Медисон \| \| 2015. \| Барби: Рокери и краљевићи \| Принцеза Џеневив, Светлана Петранова \| \| 2015. \| Венди \| Бјанка \| \| 2015. \| Грозница залеђеног краљевства \| Ана (дијалози) \| \| 2015. \| Дофус \| Жожо \| \| 2015. \| Кони \| Конина мама, додатни гласови \| \| 2015. \| Леси (2014) \| Зои, уводна шпица \| \| 2015. \| Миа \| Мија \| \| 2015. \| Мој мали пони: Девојке из Еквестрије \| Сансет Шимер \| \| 2015. \| Мој мали пони: Девојке из Еквестрије — Игре пријатељства (Студио) \| Сансет Шимер \| \| 2015. \| Петс клуб \| Нина \| \| 2015-2021. \| Радознали Џорџ (сезона 5-14) \| Али, Марко \| \| 2015. \| Радознали Џорџ 2: Пратите оног мајмуна! \| Госпођа Фишер, Ана \| \| 2015. \| У мојој глави \| Радост \| \| 2015. \| Хватање Деда Мраза (Студио) \| Вероника \| \| 2016. \| Барби Дримтопија \| Челси \| \| 2016. \| Јакари (сезона 4) \| Мала Дуга \| \| 2016. \| Калимеро (2014) \| Ћезира, Мадам Пинч \| \| 2016. \| Мајстор Боб (2015) \| Венди, Дизи, Градоначелница Марија Медисон \| \| 2016. \| Мој мали пони: Девојке из Еквестрије — Легенда о Еверфри \| Сансет Шимер \| \| 2016. \| Паплси \| Лулу \| \| 2016. \| Снупи (2014) (Студио) \| Сали \| \| 2017. \| Барби Дримтопија: Фестивал забаве \| Челси \| \| 2017. \| Залеђено краљевство: Празник с Олафом \| Ана (дијалози) \| \| 2017. \| Миа и ја (сезона 3) \| Куки, Сара, Кјара, Тесандра, Краљица панчића, Лола, Шива, Ласита, Флер \| \| 2017. \| Мој мали пони: Девојке из Еквестрије — Чаробно огледалце \| Сансет Шимер, Џунипер Монтаж \| \| 2017. \| Мој мали пони: Девојке из Еквестрије — Чаролија музике \| Сансет Шимер, Саувер Свит \| \| 2017. \| Мој мали пони: Девојке из Еквестрије — Чаролија филма \| Сансет Шимер, Џунипер Монтаж \| \| 2017. \| Угрожене врсте \| \| \| 2018. \| Барби: Авантуре у кући снова \| Скипер, Рене, Маргарет Робертс \| \| 2018. \| Мајстор Боб - мега машине: Филм \| Венди, Дизи, Градоначелница Марија Медисон \| \| 2018. \| Мончићи \| Хана итд. \| \| 2018. \| Ралф растура интернет \| Ана, водитељка вести \| \| 2018. \| Тролхантерс Гиљерма дел Тора \| Клер Нуњез, Номура, Тобијева бака \| \| 2018. \| Џепна Поли \| Лила Драпер, Пенелопи Џепић, Пекстон Џепић \| \| 2018. \| Ралф растура интернет \| Ана, Водитељка вести \| \| 2019. \| Залеђено краљевство 2 \| Ана (дијалози) \| \| 2019. \| Литлест пет шоп: Наш свет \| Рокси МекТеријер, Свити, Реј итд. \| \| 2019. \| Краљ лавова (2019) \| Нала (дијалози) \| \| 2019. \| Мој мали пони: Девојке из Еквестрије — Вртешка пријатељства \| Сансет Шимер, Вињет Валенсија \| \| 2019. \| Мој мали пони: Девојке из Еквестрије — Заборављено пријатељство \| Сансет Шимер \| \| 2019. \| Прича о играчкама 4 \| Госпођа Дејвис \| \| 2020. \| Град хероја: Серија \| Хани Лемон \| \| 2020. \| Елена и тајна Авалора \| Шурики, Амбер (дијалози), Флора \| \| 2020. \| Софија Прва (сезоне 3-4) \| Амбер, госпођица Нетл, Тета Тили, Ајви, Робин, Вор (дијалози), Флора, Сунчица, Крекл, додатни гласови \| \| 2020. \| Елена и тајна Авалора \| Шурики, Амбер (говор), Флора (Цветана) \| \| 2020. \| Фића и Феђа (званична синх.) \| Финеас итд. \| \| 2020. \| Ратови звезда: Ратови клонова (2008) \| Доно; Ријо Чучи (С1), Нала Се (С1), Ади Галија (С4), Катуни (С5), додатни гласови \| \| 2020. \| Агент Бинки: Љубимци универзума \| Грејси \| \| 2020. \| Барби: Принцезина авантура \| Скипер, Рене, Роуз Рос \| \| 2020. \| Мој мали пони: Девојке из Еквестрије - Отпаковани празници \| Сансет Шимер \| \| 2020. \| Мој мали пони: Девојке из Еквестрије - Пометња на пролећном распусту \| Сансет Шимер \| \| 2020. \| Мој мали пони: Девојке из Еквестрије - Сансетина пропусница \| Сансет Шимер \| \| 2020. \| Скуби-Ду је то и погоди још ко \| Дафне Блејк \| \| 2020. \| Радознали Џорџ 3: Повратак у џунглу \| \| \| 2021. \| Барби и Челзи: Изгубљени рођендан \| Скипер, Снипер, Арлин, Маргарет Робертс \| \| 2021. \| Радознали Џорџ 4: Мајмун племић \| \| \| 2021. \| Фанџизи \| Лилимун, Лејди Едит, додатни гласови (Е19-38) \| \| 2021. \| Барби: Велики град, велики снови \| Еми, Скипер, Маргарет Робертс \| \| 2021. \| Ернест и Ребека \| Коралин итд. \| \| 2021. \| Краљевски спасиоци \| Арти, Фанбит, Енви (Е44-52) \| \| 2021. \| Обданиште за суперхероје Стена Лија \| Педро Моћни, Лин / Шашавица, додатни гласови \| \| 2021. \| Радознали Џорџ: Фестивал страве за Ноћ вештица \| Али итд. \| \| 2021. \| Сова и екипа (Студио) \| \| \| 2021. \| Само храбро, Скуби-Ду! \| Дафне Блејк \| \| 2021. \| Крег са потока \| Келси \| \| 2021. \| Стивен Јуниверс: Будућност \| Бисера, Патлиџан бисера \| \| 2021. \| Упетљани \| \| \| 2022. \| Свет из доба јуре: Камп из времена креде \| Рокси итд. \| \| 2022. \| Радознали Џорџ: Увод у пролеће \| Ели, Лидија итд. \| \| 2022. \| Сестре \| Мама, Лулу, Ната, Сами, госпођа Жожета итд. (С1Е39-С2) \| \| 2022. \| Касперова школа страве \| сви женски ликови \| \| 2022. \| Барби: Потребно је двоје \| Скипер, Маргарет Робертс итд. \| \| 2022. \| У твојим годинама \| \| \| 2022. \| Превари или почасти, Скуби-Ду! \| Дафни Блејк \| \| 2022. \| Ви-ај-пи петс \| Џулијет \| \| 2023. \| Деда Мразов помоћник \| Феликс, госпођа Пулмер \| \| 2023. \| Марта — пас који говори (С5-6) \| Марта, Маријела \| \| 2023. \| Мармадјук — бунтовник на четири ноге[5] \| \| \| 2023. \| Барби: Додир чаролије \| Скипер, Маргарет Робертс итд. \| \| 2023. \| Барби: Скипер и велика авантура са чувањем деце[6] \| Скипер, Маргарет Робертс, Теми Баунсавеј \| \| 2023. \| Живети са татом \| Роксана итд. \| \| 2023. \| Вонка \| Лоти Бел \| \| 2024. \| Било једном у студију \| Ана \| \| 2024. \| У мојој глави 2 \| Радост \| \| 2024. \| Гарфилд (2024) \| додатни гласови \| \| 2024. \| Радознали Џорџ: На запад и то дивљи \| Џини, Џинина мама, наслов \| \| 2024. \| Супершпијунке (С7) (Синкер медија) \| Кловер \| \| 2024. \| Муфаса — краљ лавова \| Нала \| \| 2025. \| Моли са Деналија \| Моли \| \| 2025. \| Супервингс: Електрични хероји (С8) \| Скај, Голден Грл, Тики, Винди итд. \| |                                                                      | |
| Година | Наслов                                                               | Улога                                                                                                 |
| 2008. | Дот и зека (Мириус)                                                  | Дот                                                                                                   |
| 2008-2010. | Код Лиоко                                                            | Јуми Ишијама                                                                                          |
| 2008-2014. | Наруто                                                               | Хината Хјуга (епизода 3), Сакура Харуно, Куренаи Јухи                                                 |
| 2008. | Свемирски тркачи                                                     | Китани                                                                                                |
| 2008-2014. | Супершпијунке (сезоне 1-5)                                           | Кловер                                                                                                |
| 2009. | Артур и Малтазарова освета                                           | Реприза                                                                                               |
| 2009. | Еленин свет                                                          | Елен                                                                                                  |
| 2009. | Ким Опаснић                                                          | Ким Опаснић, Руфус                                                                                    |
| 2009. | Покахонтас (Лаудворкс)                                               | Покахонтас                                                                                            |
| 2009. | Херкул                                                               | Калиопи, Лахеса                                                                                       |
| 2009. | Мулан                                                                | Мулан                                                                                                 |
| 2009. | Мулан 2                                                              | Мулан                                                                                                 |
| 2009. | Бакуган                                                              | Рабида                                                                                                |
| 2010. | Артур 3: Рат два света                                               | |
| 2010. | Диносаурус                                                           | Нера                                                                                                  |
| 2010. | Луптиду (Лаудворкс)                                                  | Петунија                                                                                              |
| 2010. | Пинки и Перки шоу                                                    | разни ликови                                                                                          |
| 2010. | Покемон хероји: Латиос и Латиас                                      | Бјанка                                                                                                |
| 2010. | Прича о играчкама (званична синх.)                                   | Госпођа Дејвис                                                                                        |
| 2010. | Прича о играчкама 2                                                  | Госпођа Дејвис, Барбика туристички водич, Барби у ранцу                                               |
| 2010. | Прича о играчкама 3                                                  | Барби, Трикси                                                                                         |
| 2010-2011. | Сирене                                                               | Рина Тоин, Фуку ћан, Лејди Бет, мале Лануе (дијалози)                                                 |
| 2010. | Храбра дружина и код Марка Пола                                      | |
| 2010. | Фића и Феђа                                                          | Фића                                                                                                  |
| 2011-2014. | Ајронмен: Оклопне пустоловине                                        | Витни Стејн / Мадам Маск, Наташа Романоф / Црна Удовица                                               |
| 2011. | Беново и Холино мало краљевство                                      | Луси, Лусина мама (неке епизоде)                                                                      |
| 2011. | Досије пиленце                                                       | Еби Паткић, Филмска Еби                                                                               |
| 2011. | Змајева Кугла З (Лаудворкс)                                          | Гохан, Чичи                                                                                           |
| 2011. | Јагодица Бобица: Бобичанствене пустоловине                           | Малиница                                                                                              |
| 2011. | Мој пријатељ џин                                                     | Нина                                                                                                  |
| 2011. | Поп Пикси                                                            | Чата                                                                                                  |
| 2011. | Фрифоникси                                                           | Маја                                                                                                  |
| 2011-2016. | Џеронимо Стилтон (сезоне 2-3)                                        | Теа Стилтон                                                                                           |
| 2011. | Џони Тест                                                            | Мара Тест, мама Тест                                                                                  |
| 2011. | Шеги и Скуби Ду лудују                                               | Дафне Блејк                                                                                           |
| 2011. | Мој мали пони: Чаробно другарство (демо ДВД синх.)                   | Пинки Пај, Флатершај, уводна шпица                                                                    |
| 2012-2013. | Бејблејд: Метал сага                                                 | Ју Тендо                                                                                              |
| 2012. | Аутомобили                                                           | Мини, Госпођа Краљ, Мија                                                                              |
| 2012. | Дивљина                                                              | мали Самсон                                                                                           |
| 2012. | Биби Блоксберг (С3)                                                  | Флопи, Зета                                                                                           |
| 2012. | Вулверин и Икс-мен                                                   | Џин Греј                                                                                              |
| 2012. | Касперова школа страха                                               | Лутка, Триклопс                                                                                       |
| 2012. | Клуб истеривача монструма                                            | Венди, Јоца, Директорка Радић                                                                         |
| 2012. | Краљ диносауруса (Лаудворкс)                                         | Урсула, Рис                                                                                           |
| 2012. | Мали детективи                                                       | Рико Микогами, Фуко Тадано                                                                            |
| 2012. | Поручник жабац                                                       | Тамама, Аки Хината                                                                                    |
| 2012. | Са Бо у авантуру (Лаудворкс)                                         | Бо |
| 2012. | Скуби Ду: Друштво за демистеризацију                                 | Дафне Блејк                                                                                           |
| 2013. | Барби - тајна морске дубине 2                                        | Ерис, Амбасадорка Мирабела                                                                            |
| 2013-2018. | Биби и Тина (сезоне 2-5, Студио)                                     | Тина, Госпођа Мартин                                                                                  |
| 2013. | Бидаман: Унакрсна ватра                                              | Симон Сумија, Госпођа Ругасаки, Госпођица Јамаширо                                                    |
| 2013. | Залеђено краљевство                                                  | Ана (дијалози)                                                                                        |
| 2013. | Звончица и велико вилинско спасавање                                 | Флан, Лизи Грифис                                                                                     |
| 2013. | Мар                                                                  | Пано Родокин, Аква                                                                                    |
| 2013. | Пепа Прасе (сезоне 3-4, Лаудворкс)                                   | Фреди Лисац, Венди Вук, Мама Слон                                                                     |
| 2013. | Погађајте са Џесом (Студио)                                          | Мими                                                                                                  |
| 2013. | Принцезе                                                             | Сеи                                                                                                   |
| 2013. | Сид - дете научник                                                   | Меј                                                                                                   |
| 2013. | Тара Данкан                                                          | Ливија                                                                                                |
| 2013. | У ритму срца                                                         | Аки Шоко                                                                                              |
| 2014. | Барби и тајна врата                                                  | Роми, Принцеза Малуша, Краљица Адријана                                                               |
| 2014. | Јастучићи                                                            | Врцка                                                                                                 |
| 2014-2015. | Како да дресирате свог змаја (ТВ серија)                             | Хедер                                                                                                 |
| 2014. | Кошница                                                              | Бака, Дуца, Ката, Зу                                                                                  |
| 2014. | Лалалупси                                                            | Малена Пип                                                                                            |
| 2014-2015. | Мајк витез                                                           | Еби итд.                                                                                              |
| 2014. | Мајк витез и путовање на планину змајева                             | Еби итд.                                                                                              |
| 2014. | Мали Вук                                                             | Учитељица Гоца                                                                                        |
| 2014. | Мој мали пони: Девојке из Еквестрије — Рејнбоу Рок (Студио)          | Сансет Шимер                                                                                          |
| 2014. | Погађајте са Чађом (Лаудворкс)                                       | Миша                                                                                                  |
| 2014. | Породица свемирских паса                                             | Белка (неке епизоде)                                                                                  |
| 2014. | Разиграна Мими (Студио)                                              | Мими Мортин, Госпођа Гриндстоун                                                                       |
| 2015. | Алвин и веверице: Велика авантура                                    | Саманта                                                                                               |
| 2015. | Барби: Бисерна принцеза                                              | Куда                                                                                                  |
| 2015. | Барби и њене сестре у великој авантури са куцама                     | Кристи                                                                                                |
| 2015. | Барби: Моћ принцезе                                                  | Медисон                                                                                               |
| 2015. | Барби: Рокери и краљевићи                                            | Принцеза Џеневив, Светлана Петранова                                                                  |
| 2015. | Венди                                                                | Бјанка                                                                                                |
| 2015. | Грозница залеђеног краљевства                                        | Ана (дијалози)                                                                                        |
| 2015. | Дофус                                                                | Жожо                                                                                                  |
| 2015. | Кони                                                                 | Конина мама, додатни гласови                                                                          |
| 2015. | Леси (2014)                                                          | Зои, уводна шпица                                                                                     |
| 2015. | Миа                                                                  | Мија                                                                                                  |
| 2015. | Мој мали пони: Девојке из Еквестрије                                 | Сансет Шимер                                                                                          |
| 2015. | Мој мали пони: Девојке из Еквестрије — Игре пријатељства (Студио)    | Сансет Шимер                                                                                          |
| 2015. | Петс клуб                                                            | Нина                                                                                                  |
| 2015-2021. | Радознали Џорџ (сезона 5-14)                                         | Али, Марко                                                                                            |
| 2015. | Радознали Џорџ 2: Пратите оног мајмуна!                              | Госпођа Фишер, Ана                                                                                    |
| 2015. | У мојој глави                                                        | Радост                                                                                                |
| 2015. | Хватање Деда Мраза (Студио)                                          | Вероника                                                                                              |
| 2016. | Барби Дримтопија                                                     | Челси                                                                                                 |
| 2016. | Јакари (сезона 4)                                                    | Мала Дуга                                                                                             |
| 2016. | Калимеро (2014)                                                      | Ћезира, Мадам Пинч                                                                                    |
| 2016. | Мајстор Боб (2015)                                                   | Венди, Дизи, Градоначелница Марија Медисон                                                            |
| 2016. | Мој мали пони: Девојке из Еквестрије — Легенда о Еверфри             | Сансет Шимер                                                                                          |
| 2016. | Паплси                                                               | Лулу                                                                                                  |
| 2016. | Снупи (2014) (Студио)                                                | Сали                                                                                                  |
| 2017. | Барби Дримтопија: Фестивал забаве                                    | Челси                                                                                                 |
| 2017. | Залеђено краљевство: Празник с Олафом                                | Ана (дијалози)                                                                                        |
| 2017. | Миа и ја (сезона 3)                                                  | Куки, Сара, Кјара, Тесандра, Краљица панчића, Лола, Шива, Ласита, Флер                                |
| 2017. | Мој мали пони: Девојке из Еквестрије — Чаробно огледалце             | Сансет Шимер, Џунипер Монтаж                                                                          |
| 2017. | Мој мали пони: Девојке из Еквестрије — Чаролија музике               | Сансет Шимер, Саувер Свит                                                                             |
| 2017. | Мој мали пони: Девојке из Еквестрије — Чаролија филма                | Сансет Шимер, Џунипер Монтаж                                                                          |
| 2017. | Угрожене врсте                                                       | |
| 2018. | Барби: Авантуре у кући снова                                         | Скипер, Рене, Маргарет Робертс                                                                        |
| 2018. | Мајстор Боб - мега машине: Филм                                      | Венди, Дизи, Градоначелница Марија Медисон                                                            |
| 2018. | Мончићи                                                              | Хана итд.                                                                                             |
| 2018. | Ралф растура интернет                                                | Ана, водитељка вести                                                                                  |
| 2018. | Тролхантерс Гиљерма дел Тора                                         | Клер Нуњез, Номура, Тобијева бака                                                                     |
| 2018. | Џепна Поли                                                           | Лила Драпер, Пенелопи Џепић, Пекстон Џепић                                                            |
| 2018. | Ралф растура интернет                                                | Ана, Водитељка вести                                                                                  |
| 2019. | Залеђено краљевство 2                                                | Ана (дијалози)                                                                                        |
| 2019. | Литлест пет шоп: Наш свет                                            | Рокси МекТеријер, Свити, Реј итд.                                                                     |
| 2019. | Краљ лавова (2019)                                                   | Нала (дијалози)                                                                                       |
| 2019. | Мој мали пони: Девојке из Еквестрије — Вртешка пријатељства          | Сансет Шимер, Вињет Валенсија                                                                         |
| 2019. | Мој мали пони: Девојке из Еквестрије — Заборављено пријатељство      | Сансет Шимер                                                                                          |
| 2019. | Прича о играчкама 4                                                  | Госпођа Дејвис                                                                                        |
| 2020. | Град хероја: Серија                                                  | Хани Лемон                                                                                            |
| 2020. | Елена и тајна Авалора                                                | Шурики, Амбер (дијалози), Флора                                                                       |
| 2020. | Софија Прва (сезоне 3-4)                                             | Амбер, госпођица Нетл, Тета Тили, Ајви, Робин, Вор (дијалози), Флора, Сунчица, Крекл, додатни гласови |
| 2020. | Елена и тајна Авалора                                                | Шурики, Амбер (говор), Флора (Цветана)                                                                |
| 2020. | Фића и Феђа (званична синх.)                                         | Финеас итд.                                                                                           |
| 2020. | Ратови звезда: Ратови клонова (2008)                                 | Доно; Ријо Чучи (С1), Нала Се (С1), Ади Галија (С4), Катуни (С5), додатни гласови                     |
| 2020. | Агент Бинки: Љубимци универзума                                      | Грејси                                                                                                |
| 2020. | Барби: Принцезина авантура                                           | Скипер, Рене, Роуз Рос                                                                                |
| 2020. | Мој мали пони: Девојке из Еквестрије - Отпаковани празници           | Сансет Шимер                                                                                          |
| 2020. | Мој мали пони: Девојке из Еквестрије - Пометња на пролећном распусту | Сансет Шимер                                                                                          |
| 2020. | Мој мали пони: Девојке из Еквестрије - Сансетина пропусница          | Сансет Шимер                                                                                          |
| 2020. | Скуби-Ду је то и погоди још ко                                       | Дафне Блејк                                                                                           |
| 2020. | Радознали Џорџ 3: Повратак у џунглу                                  | |
| 2021. | Барби и Челзи: Изгубљени рођендан                                    | Скипер, Снипер, Арлин, Маргарет Робертс                                                               |
| 2021. | Радознали Џорџ 4: Мајмун племић                                      | |
| 2021. | Фанџизи                                                              | Лилимун, Лејди Едит, додатни гласови (Е19-38)                                                         |
| 2021. | Барби: Велики град, велики снови                                     | Еми, Скипер, Маргарет Робертс                                                                         |
| 2021. | Ернест и Ребека                                                      | Коралин итд.                                                                                          |
| 2021. | Краљевски спасиоци                                                   | Арти, Фанбит, Енви (Е44-52)                                                                           |
| 2021. | Обданиште за суперхероје Стена Лија                                  | Педро Моћни, Лин / Шашавица, додатни гласови                                                          |
| 2021. | Радознали Џорџ: Фестивал страве за Ноћ вештица                       | Али итд.                                                                                              |
| 2021. | Сова и екипа (Студио)                                                | |
| 2021. | Само храбро, Скуби-Ду!                                               | Дафне Блејк                                                                                           |
| 2021. | Крег са потока                                                       | Келси                                                                                                 |
| 2021. | Стивен Јуниверс: Будућност                                           | Бисера, Патлиџан бисера                                                                               |
| 2021. | Упетљани                                                             | |
| 2022. | Свет из доба јуре: Камп из времена креде                             | Рокси итд.                                                                                            |
| 2022. | Радознали Џорџ: Увод у пролеће                                       | Ели, Лидија итд.                                                                                      |
| 2022. | Сестре                                                               | Мама, Лулу, Ната, Сами, госпођа Жожета итд. (С1Е39-С2)                                                |
| 2022. | Касперова школа страве                                               | сви женски ликови                                                                                     |
| 2022. | Барби: Потребно је двоје                                             | Скипер, Маргарет Робертс итд.                                                                         |
| 2022. | У твојим годинама                                                    | |
| 2022. | Превари или почасти, Скуби-Ду!                                       | Дафни Блејк                                                                                           |
| 2022. | Ви-ај-пи петс                                                        | Џулијет                                                                                               |
| 2023. | Деда Мразов помоћник                                                 | Феликс, госпођа Пулмер                                                                                |
| 2023. | Марта — пас који говори (С5-6)                                       | Марта, Маријела                                                                                       |
| 2023. | Мармадјук — бунтовник на четири ноге                                 | |
| 2023. | Барби: Додир чаролије                                                | Скипер, Маргарет Робертс итд.                                                                         |
| 2023. | Барби: Скипер и велика авантура са чувањем деце                      | Скипер, Маргарет Робертс, Теми Баунсавеј                                                              |
| 2023. | Живети са татом                                                      | Роксана итд.                                                                                          |
| 2023. | Вонка                                                                | Лоти Бел                                                                                              |
| 2024. | Било једном у студију                                                | Ана                                                                                                   |
| 2024. | У мојој глави 2                                                      | Радост                                                                                                |
| 2024. | Гарфилд (2024)                                                       | додатни гласови                                                                                       |
| 2024. | Радознали Џорџ: На запад и то дивљи                                  | Џини, Џинина мама, наслов                                                                             |
| 2024. | Супершпијунке (С7) (Синкер медија)                                   | Кловер                                                                                                |
| 2024. | Муфаса — краљ лавова                                                 | Нала                                                                                                  |
| 2025. | Моли са Деналија                                                     | Моли                                                                                                  |
| 2025. | Супервингс: Електрични хероји (С8)                                   | Скај, Голден Грл, Тики, Винди итд.                                                                    |

## Емисије
| Година     | Емисија     | Канал |
| ---------- | ----------- | ----- |
| 2016-данас | Плава птица | РТС 1 |